# George Voinovich
George Victor Voinovich, ameriški politik, * 15. julij 1936, Cleveland, Ohio, Združene države Amerike, † 12. junij 2016, Cleveland.
Bil je ameriški senator iz Ohia (od 1999 do 2011), 65. guverner Ohia (od 1991 do 1998) in 54. župan Clevelanda (od 1980 do 1989). Bil je zadnji republikanec, ki je služil na tem položaju.
Voinovich je več kot 46 let deloval v javni upravi – najprej leta 1963 kot pomočnik državnega tožilca Ohia in nazadnje kot višji senator, ki je zastopal zvezno državo Ohio. Je 15. oseba, ki je službovala in kot guverner Ohia in kot ameriški senator ter eden od zgolj dveh županov Clevelanda, ki sta pozneje postala guvernerja Ohia in ameriška senatorja; drugi je bil Frank Lausche. Je tudi edini politik, ki je bil hkrati predsednik Nacionalnega združenja guvernerjev in predsednik Nacionalne lige mest .

## Otroštvo in mladost
Voinovich se je rodil v Clevelandu kot sin Josephine (Bernot) in Georgea S. Voinovicha.   Bil je najstarejši izmed šestih otrok.  Njegov oče je bil srbskega rodu   (s Korduna, današnja Hrvaška), mati pa slovenskega rodu.    
Voinovich je odraščal v soseski Collinwood v Clevelandu. Leta 1954 je maturiral na srednji šoli Collinwood. Vzgojen je bil v katoliški veri in je bil vse življenje dejaven član domače župnije Naše Gospe z Jezera v Evklidu (nekdanji Sveti Križ).   Leta 1958 je diplomiral iz politologije na Univerzi v Ohiu, kjer je bil član bratovščine Phi Kappa Tau in predsednik študentskega zbora in moškega študentskega doma. Voinovich je leta 1961 diplomiral iz prava na Moritz College of Law na Državni univerzi Ohio. 

## Zgodnja kariera
Voinovich je svojo politično kariero začel leta 1963 kot pomočnik državnega tožilca Ohia. Od leta 1967 do 1971 je bil član predstavniškega doma Ohia. Od leta 1971 do 1976 je delal kot okrožni revizor okrožja Cuyahoga v Ohiu. Leta 1971 je neuspešno kandidiral za republikansko nominacijo za župana Clevelanda proti tekmecu Ralphu J. Perku, ki je nato zmagal na splošnih volitvah. Od leta 1977 do 1978 je bil Voinovich član odbora komisarjev okrožja Cuyahoga. Leta 1978 je bil izvoljen za namestnika guvernerja Ohia Jamesa A. Rhodesa.  Voinovich je bil prvi namestnik guvernerja Ohia, izvoljen skupaj z guvernerjem.   

## Župan Clevelanda, 1980–1989

### Županske volitve v Clevelandu leta 1979
Z letom 1979 so volitve v Clevelandu postale nestrankarske in ko je takratni župan Dennis J. Kucinich (demokrat) bil tik pred začetkom zahtevne kampanje za vnovično izvolitev, je tudi Voinovich začel razmišljati o svoji ponovni kandidaturi za župana. Končno je 26. julija vstopil v volilno tekmo in odločitev označil za "eno najtežjih v življenju". Ostal je namestnik guvernerja vse dokler ni zmagal na volitvah.
Poleg Kucinicha sta bila Voinovicheva nasprotnika v tekmi še državni senator Charles Butts in vodja večine v mestnem svetu Basil Russo . Ko so se volitve bližale, je največji časopis The Plain Dealer podprl Voinovicha. Volilna udeležba v prvem krogu volitev je bila večja kot na volitvah leta 1977 med Perkom, Kucinichem in Edwardom F. Feighanom . V prvem krogu volitev leta 1979 je Voinovich prejel 47.000 glasov, Kucinich pa 36.000. Russo (ki je dobil 21.000) in Butts (z 19.000) se nista uvrstila v drugi krog. Največje presenečenje je bila podpora, ki jo je Voinovich dobil v pretežno afroameriških mestnih četrtih, saj so pričakovali nasprotno. Zaostal je le za Buttsom, Kucinich pa je bil zadnji. 
8. oktobra 1979, nekaj dni po prvem krogu, je Voinovichevo devetletno hčerko Molly v prometni nesreči s smrtnim izidom zbil kombi. Zaradi tega dogodka se je Voinovicheva volilna kampanja praktično ustavila in Kucinichu je bilo težko napadati svojega tekmeca. Kljub temu je Voinovicha izzval na vrsto razprav v različnih soseskah Clevelanda. Voinovich je vabila zavrnil s pojasnilom, da bi bile razprave neproduktivne, vendar sta se kljub temu 3. novembra soočila v City Clubu. Voinovich je na volitvah zmagal s 94.541 glasovi proti Kucinichovim 73.755. 
Voinovich je bil izvoljen še dvakrat z veliko večino glasov. Leta 1981 je premagal nekdanjega predstavnika v državnem kongresu Patricka Sweeneyja,  z 107.472 proti 32.940 glasov, in osvojil prvi štiriletni županski mandat Clevelanda. Leta 1985 je premagal nekdanjega svetnika Garyja Kucinicha (brata Dennisa Kucinicha), z 82.840 proti 32.185 glasovi. 

### "Mesto povratka"
Voinovich je veljal za sramežljivega  in precej skromnega politika, kot se je tudi sam opisal. Ko je bil izvoljen za župana, se je srečal z guvernerjem Ohia Jamesom Rhodesom, da bi prosil državno vlado za pomoč pri poravnavi dolgov mesta.  
Ko je bil Voinovich izvoljen, je bil Cleveland predmet šal komikov kot edino večje ameriško mesto, ki je bankrotiralo. 
Voinovich je sprejel agresivne ukrepe. Obrnil je obrambno držo, ki so jo imeli mediji v Clevelandu, in šel v "vojno ... da bi rešil eno izmed najimenitnejših mest te države".  Kmalu so ga podprli drugi mediji in novinarji, podjetja in ustanove. Neka raziskava je pokazala, da je 65 odstotkov prebivalcev Clevelanda z okolico zelo zadovoljnih s svojim življenjem v mestu in da je 57 odstotkov bilo zelo zadovoljnih tudi leta 1978, v letu pomanjkanja. 
"Kampanja novi Cleveland" promocijska akcija leta 1978, je v javnost začela pošiljati sporočila s prednostmi in lepotami Clevelanda ter širila vsako pozitivno zgodbo o uspehu. Da bi pokazal, koliko se je "novi" Cleveland izboljšal, je Voinovich pokazal, v kakšnem slabem položaju je bil stari Cleveland.
Kampanja za obnovo mesta je dosegla vrhunec oktobra 1978 v članku priljubljene revije Town and Country z naslovom "Cleveland's Come-Around", v katerem je pisalo, da so "poslovneži, odvetniki in dejavni državljani" mesto rešili pred "zlovoljnim in prepirljivim Dennisom Kucinichem". Voinovichevo delovno skupino za oživitev mesta je revija predstavila kot "najpomembnejši podvig v Clevelandu, odkar je Moses Cleaveland leta 1786 stopil na breg reke Cuyahoga ". 
Voinovich je bil tako samozavesten župan, da je med ameriško predsedniško volilno kampanjo celo pritegnil kandidata Jimmyja Carterja in Ronalda Reagana, da sta imela soočanje v Clevelandu. "Cleveland se vrača," je ob koncu leta 1980 objavila revija Time . »V preteklem letu je kongresni turizem cvetel, šolska rasna desegregacija je potekala mirno in začel se je tudi gradbeni razcvet ... Najbolj presenetljivo pa je, da se je mesto izkopalo iz dolgov." 

### Razvoj središča mesta in druge izboljšave
Da bi jim omogočil večjo učinkovistost, je Voinovich menil, da je treba mandata župana in mestnih svetnikov Clevelanda podaljšati. Volivce je povabil na referendum za podaljšanje mandatov z dveh na štiri leta in jih pozval, naj podprejo zmanjšanje števila članov mestnega sveta s 33 na 21, da bi tako zmanjšali stroške mestne uprave. Oba predloga sta bila sprejeta. 
V letih Voinovichevega županovanja so se mestne soseske začele izboljševati, začenši s stanovanjskim projektom Lexington Village. Zlasti v soseskah Hough in Fairfax, takrat dveh najslabših soseskah na vzhodni strani Clevelanda, so se začele graditi nove hiše in stopnja kriminala se je zmanjšala. Voinovich se je tiho lotil tudi sprave med sprtimi interesnimi skupinami v sedemdesetih letih. Sklenil je mir med mestno upravo in gospodarstveniki ter se fotografiral s poslovneži, kar je bilo objavljeno v oglasihKampanje Novi Cleveland" v poslovnih revijah skupaj z Voinovichevim sloganom Skupaj zmoremo!" 
Kot župan je bil Voinovich član Nacionalne lige mest, kjer so ga leta 1985 izvolili za predsednika. Voinovich je nadzoroval tudi urbano oživitev mestnega poslovnega središča. Voinovich je med drugim pritegnil Society Bank, da je zgradila Society Center, najvišji nebotičnik v Clevelandu in 15. najvišji v državi (danes z imenom Key Tower). Poleg tega je Nacionalna državljanska liga trikrat v petih letih (1982, 1984, 1986) Clevelandu podelila nagrado All-America City Award. 

### Kandidatura za ameriški Senat 1988
Leta 1988 je Voinovich kandidiral za sedež v ameriškem Senatu namesto dotedanjega senatorja Howarda Metzenbauma v neusmiljeni bojeviti kampanji. Voinovich je Metzenbauma obtožil, da je preveč popustljiv v boju proti otroški pornografiji. Te obtožbe so mnogi kritizirali,  vključno z Johnom Glennom, ki je posnel izjavo za televizijo, v kateri je ovrgel Voinovicheve trditve. Metzenbaum je zmagal na volitvah, 57 % proti 43 %. 

## Guverner 1990
Leta 1990 je Republikanska stranka predlagala Voinovicha kot kandidata za zamenjavo tedanjega guvernerja Richarda F. Celesteja, demokrata, ki mu je bilo prepovedano kandidirati za tretji zaporedni mandat. Voinovich je v tej kampanji uspešno premagal demokratskega protikandidata Anthonyja J. Celebrezzeja mlajšega 
Kot guverner je v prvem štiriletnem mandatu zvezno državo Ohio izvlekel iz proračunskega primanjkljaja v višini 1,5 milijarde dolarjev.  Leta 1991 je bil Voinovich izvoljen za predsednika Združenja guvernerjev Srednjega zahoda . Za svoj drugi mandat je bil izvoljen leta 1994, ko je premagal demokrata Roberta L. Burcha ml. z 72 % glasov, kar je bil največji delež glasov, ki jih je kateri koli guverner prejel na volitvah tistega leta, in največja zmaga za katerega koli guvernerja Ohia v 20. stoletju. Med svojim drugim mandatom je Voinovich imenoval Nancy Hollister, prvo žensko namestnico guvernerja, in župana Cincinnatija Kennetha Blackwella kot državnega zakladnika, ki je postal prvi Afroameričan na državni funkciji v zgodovini Ohia. 
Med Voinovichevim guvernerskim mandatom je stopnja brezposelnosti v Ohiu padla na najnižjo stopnjo v zadnjih 25 letih. Država je ustvarila več kot 500.000 novih delovnih mest, število prejemnikov socialne pomoči pa se je prepolovilo.  Revija Site Selection Magazine je Ohio pod vodstvom Voinovicha uvrstila na prvo mesto v ZDA glede na število novih in razširjenih poslovnih objektov. 

### Drugi mandat
Leta 1995 je National Journal Voinovicha imenoval za javnega uradnika leta. Pripisali so mu zasluge za načrt javnih vavčerjev, ki so uporabljali javna sredstva za plačilo šolnine v cerkvenih šolah. Po obsežnem sodnem sporu  je vrhovno sodišče ZDA v sodbi 5–4 razsodilo, da program ne krši ustavne prepovedi širjenja vere v javnih šolah. Do konca svojega drugega mandata je bil Ohio vodilni v državi po odstotku otrok vključenih v program Head Start . 
Ko so državni zakonodajalci nameravali zapreti Central State University, edino javno financirano univerzo za temnopolte v Ohiu, je Voinovich posredoval in preprečil zaprtje z imenovanjem novega upravnega odbora in novega predsednika, uglednega Johna Garlanda.
Kot župan in guverner je Voinovich prispeval k promociji Clevelanda kot pravega rojstnega kraja rokenrola . Od leta 1985 sta na njegovo spodbudo mesto Cleveland in država Ohio začela lobirati za gradnjo dvorane slavnih Rock and Roll Hall of Fame in pripadajočega muzeja v Clevelandu. Ta je bil tudi odprt leta 1995. Kot priznanje njegovim prizadevanjem so glavni atrij dvorane preimenovali v atrij Georgea V. Voinovicha. 

### Po koncu guvernerskega pol
Leta 1998 Voinovich ni več mogel v tretje kandidirati za guvernerski mandat, zato je kandidiral za mesto v ameriškem senatu, ki ga je tedaj zapuščal dolgoletni senator iz vrst demokratske stranke John Glenn . Na volitvah je zmagal pred demokratsko kandidatko Mary O. Boyle . Voinovicha je po njegovem odstopu z mesta guvernerja in preden je vstopil v senat, za kratek čas nasledila Nancy Hollister . Hollisterjevo je januarja 1999 nasledil novoizvoljeni Bob Taft . To je bilo prvič po letu 1904, da je republikanskega guvernerja v Ohiu nasledil drug republikanski guverner.  

## V ameriškem senatu

### Splošno
Novembra 2004 je Voinovich v svoji kandidaturi za drugi mandat v ameriškem senatu premagal demokratskega protikandidata, senatorja zvezne države Ohio in nekdanjega predstavnika v predstavniškem domu ameriškega kongresa Erica D. Fingerhuta . S 64 % glasov je Voinovich zmagal v vseh 88 volilnih okrožjih Ohia in v tekmi za ameriški senat prejel 3,5 milijona glasov, največ v zgodovini Ohia.
Januarja 2007 je Voinovich ameriški državni sekretarki Condoleezzi Rice izrazil mnenje, da načrt predsednika Busha za povečanje števila vojaških enot v Iraku ni primeren. Kot zmerni republikanec je Voinovich veljal za enega redkih, ki bi lahko vplival na Busha. Pet mesecev pozneje je Voinovich Bushu napisal petstransko pismo, v katerem ga je pozval k odločitvi, naj ZDA začnejo umikati svoje vojake iz Iraka in naj Iračani začnejo skrbeti za svoje lastno ozemlje, ter pozval k "celovitemu načrtu za postopen vojaški umik naše države iz Iraka".  
7. aprila 2008 je Voinovich na zaslišanju senatnega odbora za zunanje zadeve glede vojne v Iraku izjavil: "To državo smo z vojnimi izdatki skoraj spravili v bankrot ... Smo v recesiji ... in samo Bog ve, kako dolgo bomo zdržali." 
22. julija 2009 je Voinovich nasprotoval ukrepu, ki bi ljudem dovolil prečkanje državnih meja z nezakonito posedovanim orožjem. 
Od 25. junija 2007 do 3. januarja 2009 je Voinovich sedel za tradicionalno senatno "mizo s sladkarijami". 
Voinovich je glasoval za zakon Matthewa Sheparda . 
18. decembra 2010 je Voinovich glasoval za razveljavitev zakona Ne sprašuj, ne povej iz leta 2010 .      

### Davčna politika
Kot najbolj izkušeni senator s področja zmanjševanja dolgov je Voinovich v vsakem kongresu, v katerem je deloval, uvedel Zakon o komisiji za varovanje prihodnosti ameriškega gospodarstva (SAFE). Ukrep je predlagal ustanovitev nacionalne komisije, ki bi preučevala davčne sisteme ameriških zveznih držav ter predstavila dolgoročne rešitve, da bi Združene države postavile na fiskalno vzdržno pot in zagotovile stabilne vire za davčne izdatke za prihodnje generacije. Januarja 2010 se je Voinovich srečal s predsednikom Obamo, da bi razpravljala o nujnosti reševanja davčne krize. Štiri dni pozneje je Obama javno podprl predlog za ustanovitev Conrad-Greggove komisije, ki je bila oblikovana po Voinovichevi SAFE komisiji. Obama je v svojem govoru o stanju unije leta 2010 napovedal, da bo oblikoval komisijo za odpravo dolga z izvršilnim ukazom, ker senat ni podprl. 

### Državna varnost
Imenovan kot "vodilni strokovnjak za Balkan v senatu"  in "vodja v boju proti antisemitizmu in zločinom iz sovraštva proti različnim skupinam", je bil Voinovich ključni član senatnega Odbora za zunanje odnose glede sodelovanja z organizacijo OVSE in odnosa med Združenimi državami in državami vzhodne Evrope . 
Odigral je vodilno vlogo pri krepitvi in širitvi Severnoatlantske zveze (NATO) in bil edini član ameriškega kongresa na vrhu zasedanja NATA leta 2002 v Pragi, kjer je bilo članstvo NATA razširjeno na Latvijo, Bolgarijo, Estonijo, Litvo, Romunijo, Slovaško in Slovenijo. Voinovich je bil aktiven udeleženec letnega Bruseljskega foruma od njegove ustanovitve leta 2007, leta 2010 pa je bil predsednik delegacije ameriškega kongresa na njegovi konferenci. 

### Izrael
Kot senator in vidni član njegovega odbora za zunanje odnose je Voinovich dosledno podpiral krepitev izraelske varnosti, hkrati pa je aktivno spodbujal prizadevanja za mir na Bližnjem vzhodu . Poleg tega se je Voinovich posvečal boju proti antisemitizmu, predvsem z vključevanjem v Organizacijo za varnost in sodelovanje v Evropi in njen Urad za demokratične institucije in človekove pravice . 

### Izboljšanje vladnega dela
Časopis The Herald Star je zapisal, da se Voinovich "zaveda vpliva svojih glasov ... glasuje premišljeno, ne glede na to, kakšen politični vpliv bi to lahko imelo nanj osebno". List Government Executive pa je o njem zapisal, "ne glede na to, kaj si kdo misli o politiki Georgea Voinovicha ali Daniela Akake na splošno, nihče ne more zanikati, da zelo dobro poznata delovne zadeve zaposlenih v zvezni državni upravi." 

### Energetska neodvisnost
Voinovich je dolgo zagovarjal predlog o "Drugi izjavi o neodvisnosti", pri čemer je mislil na energetsko situacijo v državi. Podpiral je zakonodajo o čistem zraku (o tem je izšel članek z naslovom "Voinovich ima predlog za čistejši zrak" v The Dayton Daily News, 30. april 2002) in se zavzemal za razvoj jedrske energije, ker "zagotavlja zanesljiv, neprekinjen tok električne energije, podpira na tisoče delovnih mest, in ne oddaja nobenih toplogrednih plinov" (članek "Depolitizacijske odločitve" v The Columbus Dispatch, 12. junija 2010). Bil je predsednik in visoki član senatnega pododbora EPW Clean Air and Nuclear Safety ob uvajanju zakonodaje, ki je zagotovila podlago za gradnjo novih jedrskih elektrarn v ZDA. 

### Kampanja 2010
Na tiskovni konferenci januarja 2009 je Voinovich napovedal, da se ne bo potegoval za tretji mandat v senatu, in dejal: "Ves svoj čas, energijo in osredotočenost moram posvetiti delu, za katerega sem bil izvoljen, delu, ki je še pred mano. Potegovanje za tretji mandat – ki bi zahtevalo zbiranje denarja in kampanjo – mi tega ne bi dovolilo". Voinovich je še povedal, da je po 44 letih dela v državni službi napočil trenutek, da se sprosti in preživi več časa s svojo ženo Janet in družino. Poznavalci političnih razmer so si bili enotni, da bi z gotovostjo zmagal, če bi se odločil soočiti z demokratskim protikandidatom Leejem Fisherjem . 

## Leta starosti
Po upokojitvi januarja 2011 je bil Voinovich imenovan za višjega svetovalca na Clevelandski državni univerzi na Fakulteti za mestno upravo Maxine Goodman Levin College ter za gostujočega profesorja za vodenje in javne zadeve v Ohiu na Šoli za javno upravo Georgea V. Voinovicha na Univerzi Ohio. Leta 1998 je Univerza Ohio preimenovala Inštitut za lokalno samoupravo in razvoj podeželja v Voinovichev Center za vodenje in javne zadeve, leta 2007 pa je Univerzitetni upravni odbor Ohia izglasoval preimenovanje centra v šolo. Odkar je bil leta 1998 odlikovan, si je Voinovich nenehno prizadeval za uspešnost te šole. 
10. junija 2016, dva dni pred smrtjo, je imel Voinovich nagovor na slovesnosti ob 25. obletnici slovenske osamosvojitve v mestni hiši v Clevelandu.

### Odlikovanja
Voinovich je bil večkrat odlikovan v svojem rojstnem mestu Cleveland. Po njem so poimenovali pomembne znamenitosti, kot so Voinovich Bicentennial Park v mestni četrti North Coast Harbor in mostovi George V. Voinovich Bridges v poslovnem mestnem središču.
Po Voinovichu je poimenovan Livestock & Trade Center v Ohio Expo Center in State Fair v Columbusu je poimenovan po Voinovichu.

## Osebno življenje in smrt
Voinovich se je leta 1962 poročil s svojo ženo Janet (rojeno Allan),  . Imela sta štiri otroke, Georgea, Betsy, Petra in Molly ter devet vnukov. Molly, njun najmlajši otrok, je umrla v prometni nesreči pri 9 letih, ko jo je na poti iz šole domov povozil kombi. 
Junija 2003 so zdravniki Voinovichu vsadili srčni spodbujevalnik, ker se je njegov srčni utrip upočasnil zaradi progresivne sinusne bradikardije . 
Voinovich je umrl na svojem domu v Clevelandu 12. junija 2016 v starosti 79 let.   Ob Voinovichevi smrti je časopis The Plain Dealer zapisal: »Po desetletjih delovanja v politični areni, v kateri si je toliko ljudi umazalo ime, ostaja Voinovicheva osebna integriteta nedotaknjena. Nikoli ga ni bilo strah sodelovanja z drugo politično stranjo in nikoli ni pozabil, da proračunski denar prihaja iz denarnic ljudi, ki trdo delajo.« 

## Poglej tudi
- Volitve guvernerja Ohia